# Беркли Хајтс (Њу Џерзи)
Беркли Хајтс (енгл. Berkeley Heights) град је у америчкој савезној држави Њу Џерзи.

## Демографија
По попису из 2000. године број становника је 13.407.
| Група             | 2000.          | 2010.    |
| Белци             | 11.611 (86,6%) | 0 (0,0%) |
| Афроамериканци    | 149 (1,1%)     | 0 (0,0%) |
| Азијати           | 1.055 (7,9%)   | 0 (0,0%) |
| Хиспаноамериканци | 494 (3,7%)     | 0 (0,0%) |
| Укупно            | 13.407         | 0        |